# Esgrima als Jocs Olímpics d'estiu de 1900 - Floret
El floret va ser una de les proves d'esgrima disputades als Jocs Olímpics de París de 1900. En ella hi prengueren part 54 tiradors representants de 9 nacions.
A la primera ronda, quarts de final, i sèrie de repesca, la tècnica i art amb el floret era més important per seguir endavant que el fet d'haver guanyat el combat.

## Medallistes
| Or          | Plata        | Bronze                   |
| Émile Coste | Henri Masson | Marcel Jacques Boulenger |

## Ronda 1
Cada tirador disputava un combat. El resultat del combat no comportava passar ronda sinó que un jurat determinava quins tiradors mostraven una millor tècnica. El guanyador de cada combat és desconegut. 37 tiradors passen als quarts de final.
| 14 de maig de 1900 | 14 de maig de 1900            | 14 de maig de 1900       |
| Combat             | Tirador 1                     | Tirador 2                |
| ------------------ | ----------------------------- | ------------------------ |
| 1                  | Mauricio Ponce de Léon        | Félix Debax              |
| 2                  | Georges Dillon-Cavanagh       | Paul Robert              |
| 3                  | Carlos de Candamo             | Albert Cahen             |
| 4                  | Henri Masson                  | Olivier Collarini        |
| 5                  | Robert Marc                   | G. Bélot                 |
| 6                  | Martini                       | Henri Jobier             |
| 7                  | Tony Smet                     | Charles Guérin           |
| 8                  | Ferrand                       | Prospère Sénat           |
| 9                  | Taillefert                    | Grossard                 |
| 10                 | Calvet                        | Emil Fick                |
| 11                 | Adrien Guyon                  | Palardi                  |
| 12                 | Jactel                        | Giuseppe Giurato         |
| 13                 | Clément de Boissière          | Gardiès                  |
| 14                 | Léon Thiébaut                 | F. Weill                 |
| 15                 | Giunio Fedreghini             | Piot                     |
| 16                 | Heinrich Rischtoff            | Pélabon                  |
| 17                 | Jean Weill                    | Passerat                 |
| 18                 | André Corvington              | Édouard Fouchier         |
|                    |                               |                          |
| 15 de maig de 1900 |                               |                          |
| Combat             | Tirador 1                     | Tirador 2                |
| 19                 | Pierre Georges Louis d'Hugues | Émile Coste              |
| 20                 | Rudolf Brosch                 | Marcel Jacques Boulenger |
| 21                 | H. Valarche                   | de Saint-Aignan          |
| 22                 | Henri Plommet                 | van der Stoppen          |
| 23                 | Raphaël Perrissoud            | Soudois                  |
| 24                 | E. Ducrot                     | Albert Gauthier          |
| 25                 | André de Schonen              | Paul Leroy               |
| 26                 | Jean-Joseph Renaud            | Eugene des Logis Berges  |
| 27                 | Wattelier                     | Georges Bergès           |

## Quarts de final
Una altra vegada el veredicte per decidir qui passa a semifinals el determina un jurat. 10 tiradors foren seleccionats per passar a semifinals de manera directa, mentre que uns altres 14 van passar a la repesca.
| 16 de maig de 1900 | 16 de maig de 1900            | 16 de maig de 1900      |
| Combat             | Tirador 1                     | Tirador 2               |
| ------------------ | ----------------------------- | ----------------------- |
| 1                  | Jean-Joseph Renaud            | Félix Debax             |
| 2                  | Clément de Boissière          | Adrien Guyon            |
| 3                  | Henri Masson                  | Carlos de Candamo       |
| 4                  | Tony Smet                     | de Saint-Aignan         |
| 5                  | Charles Guérin                | Eugene des Logis Berges |
| 6                  | André de Schonen              | Henri Plommet           |
| 7                  | Pierre Georges Louis d'Hugues | Prospère Sénat          |
| 8                  | Émile Coste                   | Paul Robert             |
| 9                  | Marcel Jacques Boulenger      | Albert Cahen            |
| 10                 | E. Ducrot                     | Jactel                  |
| 11                 | Georges Dillon-Cavanagh       | Raphaël Perrissoud      |
| 12                 | Rudolf Brosch                 | H. Valarche             |
| 13                 | G. Bélot                      | Calvet                  |
| 14                 | Ferrand                       | Robert Marc             |
| 15                 | Taillefert                    | Martini                 |
| 16                 | Henri Jobier                  | Olivier Collarini       |
| 17                 | Léon Thiébaut                 | Mauricio Ponce de Léon  |
| —                  | Soudois                       | DNS                     |
| —                  | van der Stoppen               | DNS                     |
| —                  | Wattelier                     | DNS                     |

DNS: no participa

### Repesca
Els resultats de la sèrie de repesca no se saben. Una vegada més, els veredictes de jurat són els que determinen qui passa endavant. 6 tiradors són seleccionats per passar a les semifinals. De Saint-Agnan és seleccionat com a reserva i finalment pren part a la final de consolació després de la retirada de Renaud.
| Fencer                        |
| ----------------------------- |
| G. Bélot                      |
| Eugene des Logis Berges       |
| Rudolf Brosch                 |
| Georges Dillon-Cavanagh       |
| Pierre Georges Louis d'Hugues |
| Prospère Sénat                |
| de Saint-Aignan               |
| Carlos de Candamo             |
| Ferrand                       |
| Henri Jobier                  |
| Henri Plommet                 |
| André de Schonen              |
| Taillefert                    |
| Léon Thiébaut                 |

## Semifinals
Les semifinals són la primera ronda del torneig en què el vencedor del combat és el que passa ronda. Els 16 tiradors es divideixen en fos grups. Cada tirador s'enfronta a la resta de membres del grup, passant a la final els quatre primers. Els altres quatre passen a la final de consolació. Caldrà fer un desempat entre el 4t i 5è classificat de la primera semifinal.
| Grup A  | Grup A                        | Grup A     | Grup A     |
| Posició | Nom                           | Victòries  | Derrotes   |
| ------- | ----------------------------- | ---------- | ---------- |
| 1       | Émile Coste                   | 7          | 0          |
| 2       | Henri Masson                  | 5          | 2          |
| 3       | Prospère Sénat                | 5          | 2          |
| 4       | Rudolf Brosch                 | 3          | 4          |
| 5       | Charles Guérin                | 3          | 4          |
| 6       | Clément de Boissière          | 2          | 5          |
| 7       | G. Bélot                      | 2          | 5          |
| 8       | Tony Smet                     | 1          | 6          |
|         |                               |            |            |
| Grup B  |                               |            |            |
| Posició | Nom                           | Victòries  | Derrotes   |
| 1       | Marcel Jacques Boulenger      | desconegut | desconegut |
| 2       | Félix Debax                   | desconegut | desconegut |
| 3       | Pierre Georges Louis d'Hugues | desconegut | desconegut |
| 4       | Georges Dillon-Cavanagh       | desconegut | desconegut |
| 5       | Jean-Joseph Renaud            | desconegut | desconegut |
| 6       | Adrien Guyon                  | desconegut | desconegut |
| 7       | E. Ducrot                     | desconegut | desconegut |
| 8       | Eugene des Logis Berges       | desconegut | desconegut |

## Final de consolació
Els vuit tiradors que han quedat en les darreres posicions de les semifinals competeixen per la 9a a 16a posició. Renaud no hi participa i és substituït per de Saint-Aignan.
| Posició | Nom                     |
| ------- | ----------------------- |
| 1 (9è)  | Clément de Boissière    |
| 2 (10è) | Eugene des Logis Berges |
| 3 (11è) | de Saint-Aignan         |
| 4 (12è) | G. Bélot                |
| 5 (13è) | E. Ducrot               |
| 6 (14è) | Tony Smet               |
| 7 (15è) | Adrien Guyon            |
| 8 (16è) | Charles Guérin          |

## Final
La final es va disputar el 21 de maig de 1900. Els quatre primers tiradors de les dues semifinals hi prenen part, lluitant tots contra tots.
| Posició | Nom                           | Victòries | Derrotes |
| ------- | ----------------------------- | --------- | -------- |
| Or      | Émile Coste                   | 6         | 1        |
| Plata   | Henri Masson                  | 5         | 2        |
| Bronze  | Marcel Jacques Boulenger      | 4         | 3        |
| 4       | Félix Debax                   | 4         | 3        |
| 5       | Pierre Georges Louis d'Hugues | 3         | 4        |
| 6       | Prospère Sénat                | 3         | 4        |
| 7       | Georges Dillon-Cavanagh       | 2         | 5        |
| 8       | Rudolf Brosch                 | 1         | 6        |